# Sebastian Dollinger
Sebastian Dollinger (* 11. Mai 1984 in München) ist ein ehemaliger deutscher Volleyball- und Beachvolleyballspieler.

## Karriere

### Hallenvolleyball
Sebastian Dollinger begann seine Karriere als Hallenvolleyballer. Er spielte zunächst beim VfR Garching, dem TSV Grafing und dem TSV Kronshagen. Von 2007 bis 2011 gehörte er der FT Adler Kiel (ab 2010 Volleyball-Team Kiel) an, mit der er 2008 in die 2. Bundesliga Nord aufstieg.

### Beach-Volleyball

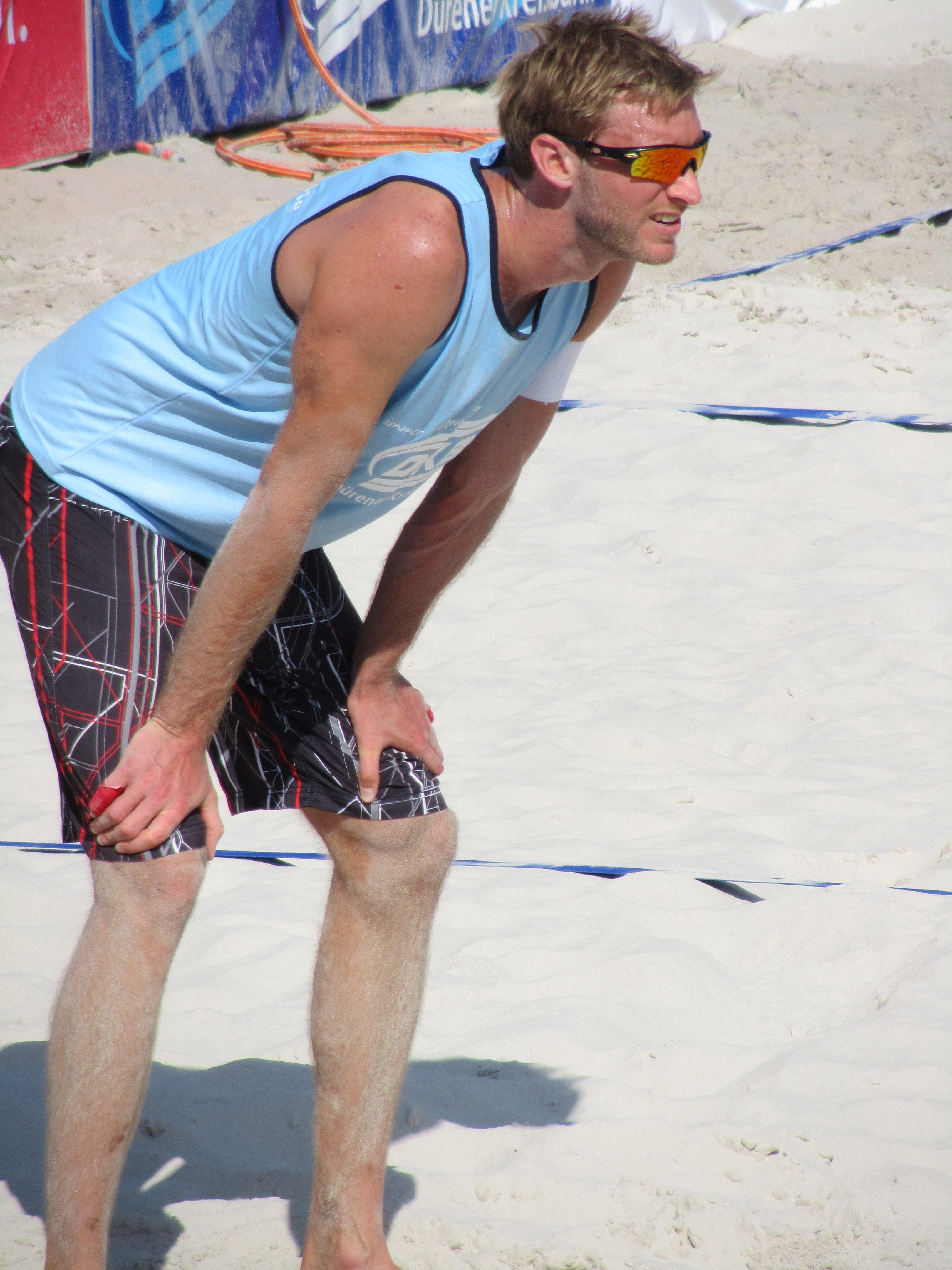
DKB-Beach-Cup 2011

Mit Team-Partner Stefan Windscheif bildete der gebürtige Münchener von 2010 bis 2013 eines der besten deutschen Teams.
Beim FIVB World Tour Turnier in Manama 2008 besiegten Dollinger und sein Spielpartner Stefan Windscheif in zwei Sätzen im kleinen Finale das polnische Team Fijalek/Prudel. Das deutsche Beachvolleyball-Duo hatte zuvor in der Qualifikation gegen die Tschechen Biza/Rotrekl  verloren, kam aber nach der Absage einiger Teams noch als „Lucky Loser“ ins Hauptfeld. Beim letzten Weltserienturnier 2008 in Sanya (China) belegten Dollinger/Windscheif Platz neun. Sebastian Dollingers Spielpartner für 2009 war zunächst Thomas Kaczmarek vom TV Rottenburg, ehe Dollinger wieder das letzte FIVB-Turnier des Jahres in Sanya mit Windscheif bestritt. Die beiden konnten ihre gute Platzierung von 2008 am gleichen Ort sogar noch verbessern und wurden Siebte.
Anfang 2010 gelang eine internationale Platzierung unter den Top Acht erst beim fünften Turnier des Jahres in Moskau. Dort erreichten die beiden Deutschen mit dem fünften Platz ihr zweitbestes Ergebnis bis dahin überhaupt bei einem FIVB Turnier im Erwachsenenbereich. Nach dem Aus in Gstaad am Ende der Gruppenphase trotz eines besseren Satzverhältnisses und Ballquotienten gegenüber einem Kontrahenten dauerte es bis zum vorletzten Turnier der Weltserie, bis sich die Athleten des Hamburger SV wieder im Vorderfeld platzieren konnten. In Mariehamn belegten die beiden Deutschen nach vier Siegen und zwei Niederlagen den siebten Platz. Bei den deutschen Meisterschaften am Timmendorfer Strand wurden Stefan Windscheif und Sebastian Dollinger Vierte.

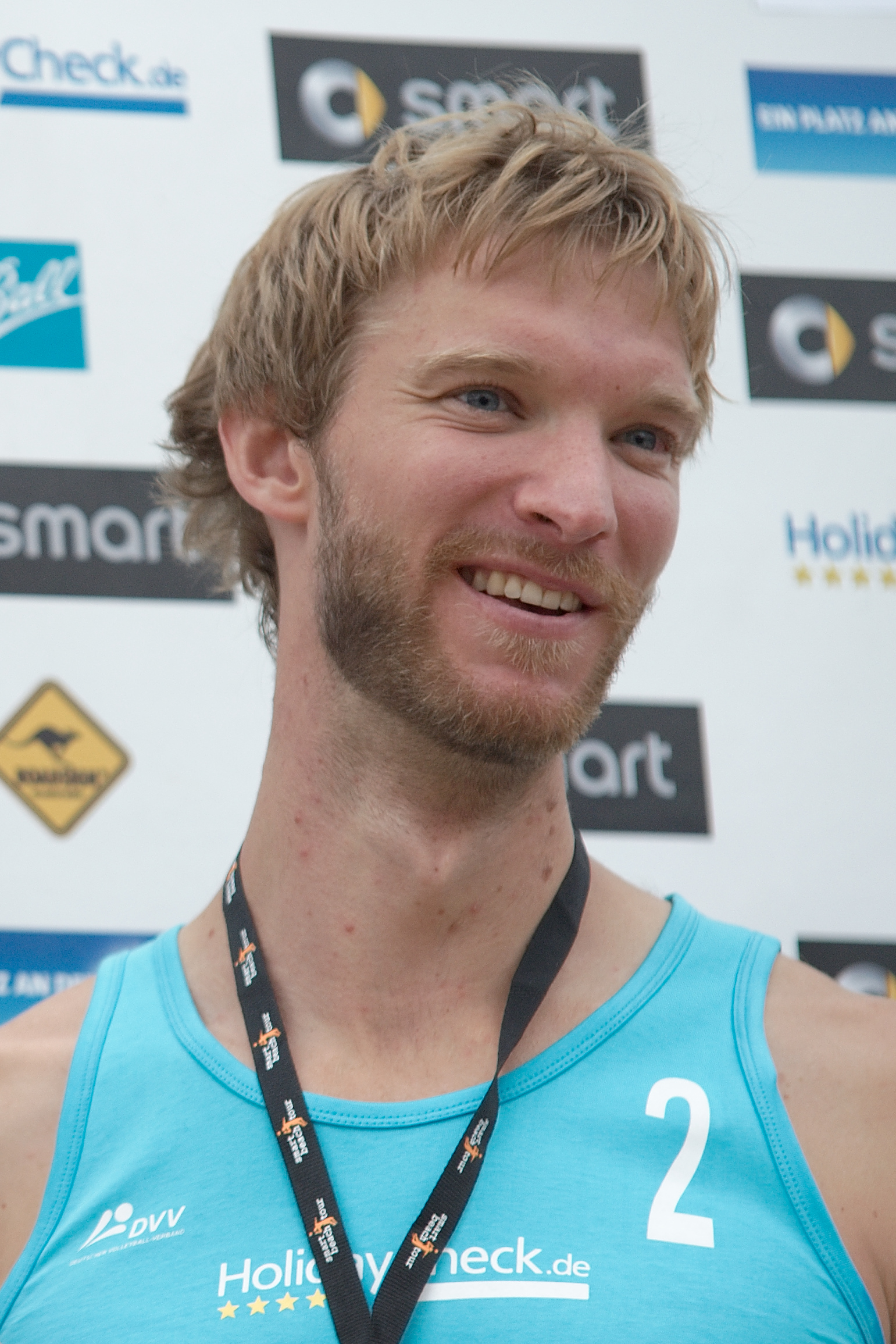
Nach dem Turniersieg in Köln 2011

Beim ersten Turnier des Jahres 2011 der FIVB Tour in Brasilia konnten der gebürtige Münchner und sein Partner keinen Sieg erringen. Etwas besser lief es in Schanghai mit dem 17. Platz und in Prag mit dem dreizehnten Rang im Gesamtklassement. Nach dem Ausscheiden in der Qualifikation beim Grand Slam in Peking erreichten die beiden Athleten des Hamburger Sportvereins bei den Weltmeisterschaften in Rom mit einer Niederlage gegen Ferramenta/Pedro aus Brasilien und zwei Siegen gegen die Russen Barsuk/Yutvalin sowie die Ingrosso Zwillinge aus Italien die Hauptrunde. Nach einem Sieg über die Schweizer Gabathuler/Schnider scheiterten die beiden Deutschen anschließend äußerst knapp mit 21:23 im dritten Satz an den späteren Vizeweltmeistern Ricardo/Márcio Araújo und wurden Neunte. Diese Platzierung konnten Dollinger/Windscheif noch einmal in Moskau erreichen. Bei den weiteren Turnieren unterlagen sie entweder schon in der deutschen Vorausscheidung gegen Böckermann/Urbatzka (Gstaad und Stare Jablonki) oder scheiterten in der Qualifikation (Stavanger und Klagenfurt). Bei den Åland Open waren Dollinger/Windscheif direkt für das Hauptfeld qualifiziert und belegten den siebzehnten Platz. Am folgenden Wochenende nahmen die Hamburger an der deutschen Meisterschaft teil und besiegten Huth/Lüdike, Kaczmarek/Walkenhorst, Brink/Reckermann und im Halbfinale Klemperer/Koreng. Im zweiten Duell mit den amtierenden Europameistern Brink und Reckermann unterlagen Sebastian Dollinger und Stefan Windscheif und wurden somit deutscher Vizemeister.
2012 wurden Dollinger/Windscheif nach mehreren neunten Plätzen bei der FIVB World Tour Dritter bei den Deutschen Meisterschaften. Bei der Europameisterschaft 2013 in Klagenfurt erreichten Dollinger/Windscheif den fünften Platz. Bei der deutschen Meisterschaft 2013 wurden sie erneut Dritter. Danach trennten sich die beiden. Dollinger spielte seitdem an der Seite von Lars Flüggen. Bei der deutschen Meisterschaft 2014 belegten Dollinger/Flüggen den dritten Rang. Mit Marcus Popp wurde Dollinger beim FIVB Grand Slam in Sao Paulo Fünfter.

### Karriereende
2015 startete er mit Thomas Kröger auf der nationalen Smart Beach Tour und beendete anschließend seine Karriere als professioneller Volleyballspieler. Dollinger sammelte während seiner Laufbahn als Beachvolleyballspieler rund 172.222 US-Dollar Preisgeld ein.

## Privates
Sebastian Dollinger absolvierte sein Abitur am Werner-Heisenberg-Gymnasium Garching. Anschließend studierte er Materialwissenschaft an der Christian-Albrechts-Universität zu Kiel und schloss als diplomierter Ingenieur ab. Er ist Sohn des Physikprofessors Günther Dollinger und Bruder des Beachvolleyballers Armin Dollinger. Dollinger ist verheiratet, lebt in Vilsbiburg und engagiert sich als Trainer beim Volleyball-Verein TSV Mühldorf.